# Breviarium Alaricianum
Breviarium Alaricianum (Breviarium Alarici eller Lex Romana Visigothorum) är en lagsamling.
Breviarium Alaricianum är ett av västgoternas kung Alarik II (regerande 484–507) föranstaltat sammandrag av den romerska rätten, avsett för den romanska befolkningen i hans rike och i gällande kraft till mitten av 600-talet, då en för både romaner och västgoter gemensam lagstiftning genomfördes.